# Rotazione (matematica)

Una sfera che ruota intorno a un asse

In matematica, e in particolare in geometria, una rotazione è una trasformazione del piano o dello spazio euclideo che sposta gli oggetti in modo rigido e che lascia fisso almeno un punto, nel caso del piano, o una retta, nel caso dello spazio. I punti che restano fissi nella trasformazione formano più in generale un sottospazio: quando questo insieme è un punto o una retta, si chiama rispettivamente il centro e l'asse della rotazione.
Più precisamente, una rotazione è una isometria di uno spazio euclideo che ne preserva l'orientazione, ed è descritta da una matrice ortogonale speciale.
Qualunque sia il numero delle dimensioni dello spazio di rotazione, gli elementi della rotazione sono:
1. il verso (orario-antiorario);
2. l'ampiezza dell'angolo di rotazione;
3. il centro di rotazione (il punto attorno a cui avviene il movimento rotatorio).

## Due dimensioni

Rotazione antioraria nel piano

In due dimensioni, una rotazione è una trasformazione {\displaystyle R(\theta )}, la quale supposta antioraria dipende da un angolo {\displaystyle \theta }, e che trasforma il vettore {\displaystyle (x;y)} in
{\displaystyle {\begin{aligned}x'&=x\cos \theta -y\sin \theta ,\\y'&=x\sin \theta +y\cos \theta .\end{aligned}}}
Usando la moltiplicazione di matrici la rotazione antioraria può essere descritta così:
{\displaystyle {\begin{bmatrix}x'\\y'\end{bmatrix}}={\begin{bmatrix}\cos \theta &-\sin \theta \\\sin \theta &\cos \theta \end{bmatrix}}{\begin{bmatrix}x\\y\end{bmatrix}}.}
La matrice quadrata presente in questa espressione è una matrice ortogonale speciale di rango {\displaystyle 2}. Questa trasformazione è chiamata rotazione antioraria di angolo {\displaystyle \theta } intorno all'origine.
La matrice {\displaystyle 2\times 2} che descrive la rotazione è spesso chiamata matrice di rotazione di angolo {\displaystyle \theta }.

### Dimostrazione
Le formule di rotazione possono essere ottenute ragionando nel modo seguente. 
Sia {\displaystyle P(x;y)} un punto qualsiasi e siano {\displaystyle \rho } e {\displaystyle \alpha } le sue coordinate polari.
Si ha
{\displaystyle {\begin{aligned}x&=\rho \cos \alpha \\y&=\rho \sin \alpha \end{aligned}}}
il punto {\displaystyle P'(x';y')}, immagine di {\displaystyle P} in una rotazione antioraria di un angolo {\displaystyle \theta }, ha coordinate polari {\displaystyle (\rho ;\alpha +\theta )}. Le sue coordinate cartesiane sono perciò date dal sistema precedente, ove si ponga {\displaystyle \alpha +\theta } al posto di {\displaystyle \alpha }:
{\displaystyle {\begin{aligned}x'&=\rho \cos \left(\alpha +\theta \right)\\y'&=\rho \sin \left(\alpha +\theta \right).\end{aligned}}}
applicando le formule di addizione di seno e coseno e tenendo conto anche delle formule iniziali, si ottengono le formule di rotazione, infatti:
{\displaystyle {\begin{aligned}x'&=\rho \cos \left(\alpha +\theta \right)&=\rho \left(\cos \alpha \cos \theta -\sin \alpha \sin \theta \right)&=x\cos \theta -y\sin \theta ,\\y'&=\rho \sin \left(\alpha +\theta \right)&=\rho \left(\sin \alpha \cos \theta +\cos \alpha \sin \theta \right)&=x\sin \theta +y\cos \theta .\end{aligned}}}

### Nel piano complesso
Una rotazione si esprime in modo più conciso interpretando il piano come piano complesso: una rotazione equivale al prodotto per un numero complesso di modulo unitario.
In questo modo, ad esempio, la rotazione di angolo {\displaystyle \theta }, con centro nell'origine, si scrive come
{\displaystyle {\begin{matrix}\rho \colon &\mathbb {C} &\to &\mathbb {C} ,&\\&z&\mapsto &z'&=e^{i\theta }z.\end{matrix}}}
L'insieme dei numeri complessi con modulo unitario è algebricamente chiuso rispetto al prodotto, formando così un gruppo abeliano, chiamato il gruppo circolare: l'interpretazione complessa delle rotazioni del piano può essere allora espressa come il fatto che il gruppo circolare e il gruppo ortogonale speciale {\displaystyle \mathrm {SO} (2)} sono isomorfi.

## Tre dimensioni

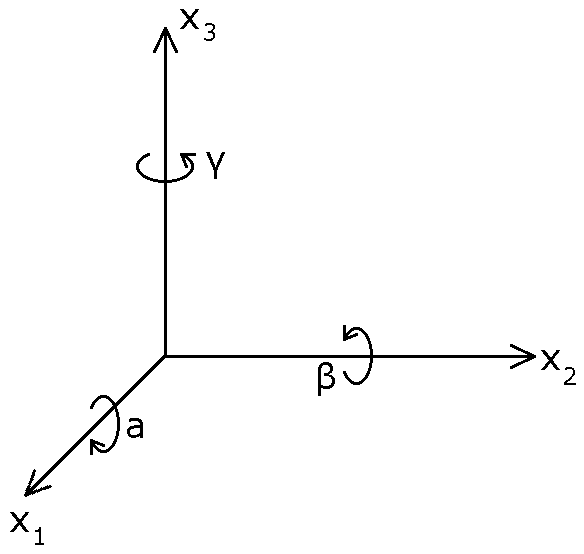
Rotazione in un sistema tridimensionale

In tre dimensioni, una rotazione è determinata da un asse, dato da una retta {\displaystyle r} passante per l'origine, e da un angolo {\displaystyle \theta } di rotazione. Per evitare ambiguità, si fissa una direzione dell'asse, e si considera la rotazione di angolo {\displaystyle \theta } effettuata in senso antiorario rispetto all'asse orientato. La rotazione è descritta nel modo più sintetico scrivendo i vettori dello spazio in coordinate rispetto ad una base ortonormale {\displaystyle v_{1},v_{2},v_{3}}, dove {\displaystyle v_{1}} è il vettore di lunghezza uno contenuto in {\displaystyle r} e avente direzione giusta. La rotazione intorno all'asse {\displaystyle x} trasforma il vettore di coordinate {\displaystyle (x,y,z)} in:
{\displaystyle {\begin{bmatrix}x'\\y'\\z'\end{bmatrix}}={\begin{bmatrix}1&0&0\\0&\cos \theta &-\sin \theta \\0&\sin \theta &\cos \theta \end{bmatrix}}{\begin{bmatrix}x\\y\\z\end{bmatrix}}.}
Una rotazione generale in 3 dimensioni può essere espressa come una composizione di 3 rotazioni intorno a tre assi indipendenti, come ad esempio gli assi {\displaystyle x,y,z}. Quindi dati tre angoli {\displaystyle \alpha ,\beta ,\gamma }, che indicano rispettivamente di quanto si deve ruotare intorno a ognuno degli assi, la matrice di rotazione risulta:
{\displaystyle {\begin{bmatrix}1&0&0\\0&\cos \alpha &-\sin \alpha \\0&\sin \alpha &\cos \alpha \end{bmatrix}}\cdot {\begin{bmatrix}\cos \beta &0&\sin \beta \\0&1&0\\-\sin \beta &0&\cos \beta \end{bmatrix}}\cdot {\begin{bmatrix}\cos \gamma &-\sin \gamma &0\\\sin \gamma &\cos \gamma &0\\0&0&1\end{bmatrix}}}
Senza cambiare base, la rotazione di un angolo {\displaystyle \theta } intorno ad un asse determinato dal versore {\displaystyle (x,y,z)} (ossia un vettore di modulo unitario) è descritta dalla matrice seguente:
{\displaystyle {\begin{bmatrix}x^{2}+(1-x^{2})\cos \theta &xy(1-\cos \theta )-z\sin \theta &xz(1-\cos \theta )+y\sin \theta \\xy(1-\cos \theta )+z\sin \theta &y^{2}+(1-y^{2})\cos \theta &yz(1-\cos \theta )-x\sin \theta \\xz(1-\cos \theta )-y\sin \theta &yz(1-\cos \theta )+x\sin \theta &z^{2}+(1-z^{2})\cos \theta \end{bmatrix}}.}
Ponendo {\displaystyle (x,y,z)=(1,0,0)} oppure {\displaystyle (x,y,z)=(0,1,0)} oppure {\displaystyle (x,y,z)=(0,0,1)} si ottiene rispettivamente la rotazione attorno all'asse {\displaystyle x,} all'asse {\displaystyle y} e all'asse {\displaystyle z.}
Tale matrice è stata ottenuta scrivendo la matrice associata alla trasformazione lineare (rispetto alle basi canoniche nel dominio e codominio) della formula di Rodrigues.
In molte applicazioni risulta conveniente usare l'algebra dei quaternioni per effettuare rotazioni nello spazio tridimensionale.

## Dimensione arbitraria
In uno spazio euclideo di dimensione arbitraria, una rotazione è una trasformazione lineare dello spazio in sé che è anche una isometria, e che mantiene l'orientazione dello spazio. Le matrici {\displaystyle n\times n} che realizzano queste trasformazioni sono le matrici ortogonali speciali.